# UHC Winterthur-Eulach
Der UHC Winterthur-Eulach ist ein ehemaliger NLB-Unihockeyverein aus Winterthur, der von 1984 bis etwa 1990 existierte. Der Verein besass eine eigene Juniorenabteilung.

## Geschichte
Der Verein wurde im März 1984 gegründet. Der Verein hat für die gut 20 Mannschaften umfassende Qualifikationsliga des Schweizerischen Landhockeyverbandes 1984/85 zwei Mannschaften angemeldet mit dem Ziel, dass die erste Mannschaft eine der beiden Startplätze für die Nationalliga B erringt. Zumindest in der Saison 1986/87 spielte der Verein in der Nationalliga B. 1988 gab es Fusionsbestrebungen mit dem HC Rychenberg Winterthur, die jedoch nicht in die Tat umgesetzt wurden. Der Club dürfte sich um 1990 aufgelöst haben, der ehemalige Winterthur-Eulach-Spieler Gregory Bleiker gründete daraufhin den UHC Virtus Winterthur, einen Vorgängerverein des heutigen UHC Winterthur United.

## Varia
- Der Stammverein des bekannten Unihockeytrainers Philippe Soutter ist Winterthur-Eulach (heute Trainer der deutschen Nationalmannschaft – ex HC Rychenberg und Unihockey Tigers)[6]
- Auch der ehemalige HCR-Trainer Daniel Sabathy hatte eine Vergangenheit beim UHC Winterthur-Eulach[7]